# Leopoldina de Liechtenstein
Leopoldina Maria Ana Francisca de Paula Aldegunda de Liechtenstein (Viena, 30 de janeiro de 1754 — Frankfurt am Main, 16 de outubro de 1823) foi uma princesa de Liechtenstein por nascimento e condessa de Hesse-Rotemburgo pelo seu casamento com Carlos Emanuel de Hesse-Rotemburgo.

## Família
Leopoldina foi a primeira filha e segunda criança nascida do príncipe Francisco José I de Liechtenstein e de Leopoldina de Sternberg. Os seus avós paternos eram Emanuel de Liechtenstein e Maria Antônia de Dietrichstein-Weichselstädt, Baronesa de Hollenburg e Finkenstein. Os seus avós maternos eram o conde Francisco Filipe de Sternberg e a condessa Leopoldina de Starhemberg.
Ela teve sete irmãos, que eram: José Francisco; Maria Antônia; Francisco de Paula; Aloísio I, marido de Carolina de Manderscheid-Blankenheim; João I José, marido de Josefa de Fürstenberg-Weitra; Filipe José, e Maria Josefa Hermenegilda, esposa de Nicolaus, 7.° Príncipe Esterházy de Galántha.

## Biografia
Aos dezessete anos, a jovem princesa casou-se com o futuro conde Carlos Emanuel, de vinte e cinco anos, no dia 1 de setembro de 1771, em Felsberg. Ele era filho de Constantino de Hesse-Rotemburgo e de Sofia de Starhemberg.
O casal teve dois filhos, um menino e uma menina. O conde faleceu em 23 de março de 1812, após quase 41 anos de casamento. 
Leopoldina faleceu em 16 de outubro de 1823, aos 69 anos de idade.

## Descendência
- Vítor Amadeu de Hesse-Rotemburgo (2 de setembro de 1779 – 12 de novembro de 1834), foi primeiro casado Leopoldina de Fürstenberg, depois foi marido de Isabel Hohenlohe-Langenburg, com quem teve um filha natimorta, e por fim, foi esposo da condessa Leonor de Salm-Reifferscheidt-Krautheim e Gerlachsheim;
- Maria Adelaide Clotilde de Hesse-Rotemburgo (12 de setembro de 1787 – 6 de janeiro de 1869), foi esposa do príncipe Carlos Augusto de Hohenlohe-Bartenstein.